# Феррейрин (Ламегу)
Феррейрин (порт. Ferreirim) — район (фрегезия), находящийся в Португалии, входит в округ Визеу. Является составной частью муниципалитета Ламегу. По старому административному делению входил в провинцию Траз-уж-Монтиш и Алту-Дору. Входит в экономико-статистический субрегион Доуру, который входит в Северный регион. Население составляет 976 человек на 2001 год. Занимает площадь 5,51 км².
Покровителем района считается Антоний Падуанский (порт. Santo António).